# Zdenka Braunerová
Zdislava Rosalina Augusta Braunerová, connue sous le nom de  Zdenka Braunerová, née le 9 avril 1858 à Prague où elle est morte le 23 mai 1934, est une peintre tchèque.

## Biographie
Née dans une famille aisée Zdislava Braunerová est la fille de František August Brauner, membre du conseil impérial de l'empire austro-hongrois. Elle montre très tôt un intérêt pour les arts plastiques et suit des cours en art. Cela débouche sur sa décision d'embrasser la carrière d'artiste. Elle se rend régulièrement à Paris de 1881 à 1893 où elle admire les artistes de l'école de Barbizon. Elle expose régulièrement à Paris et à Prague. En 1894 elle obtient le prix de paysage Ocampo du Salon de l'Union des Femmes peintres et sculpteurs.  

## Quelques tableaux

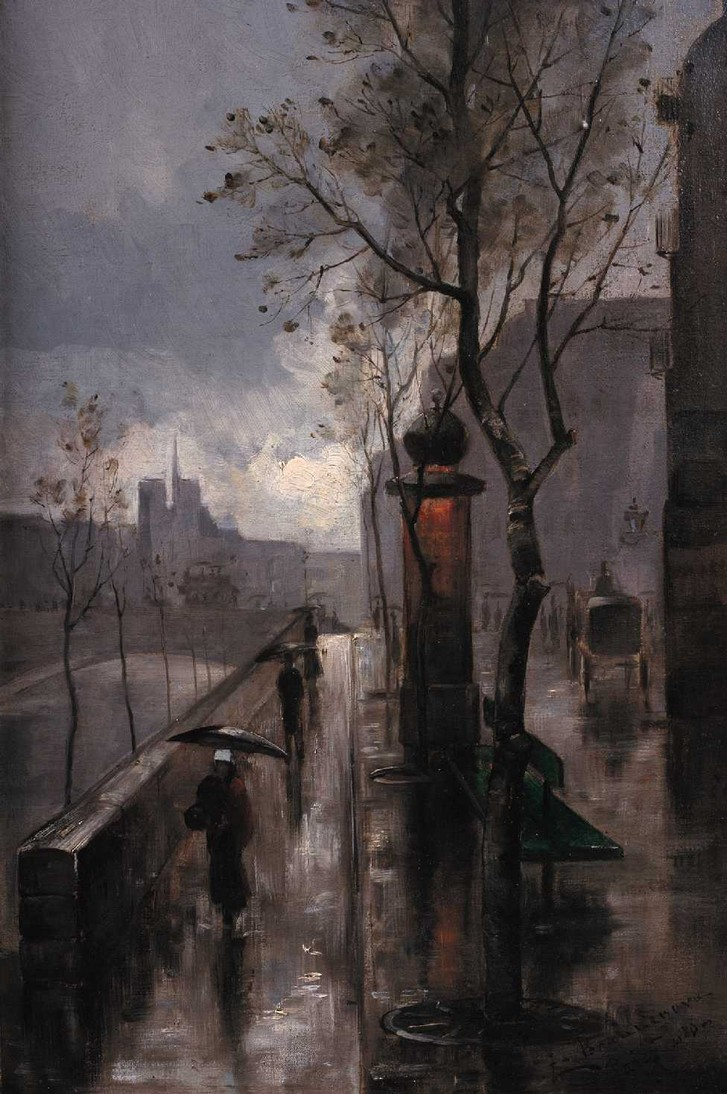
In Paris (1886)
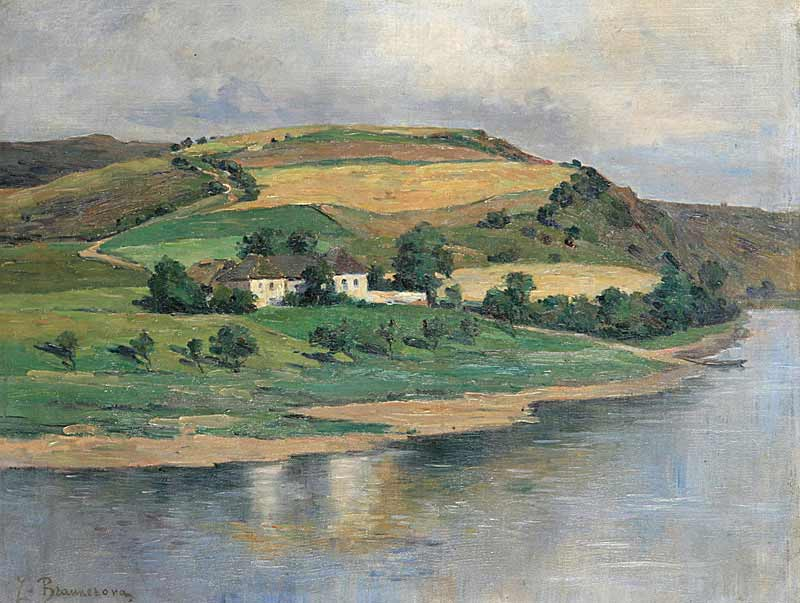
Coude dans la Vltava
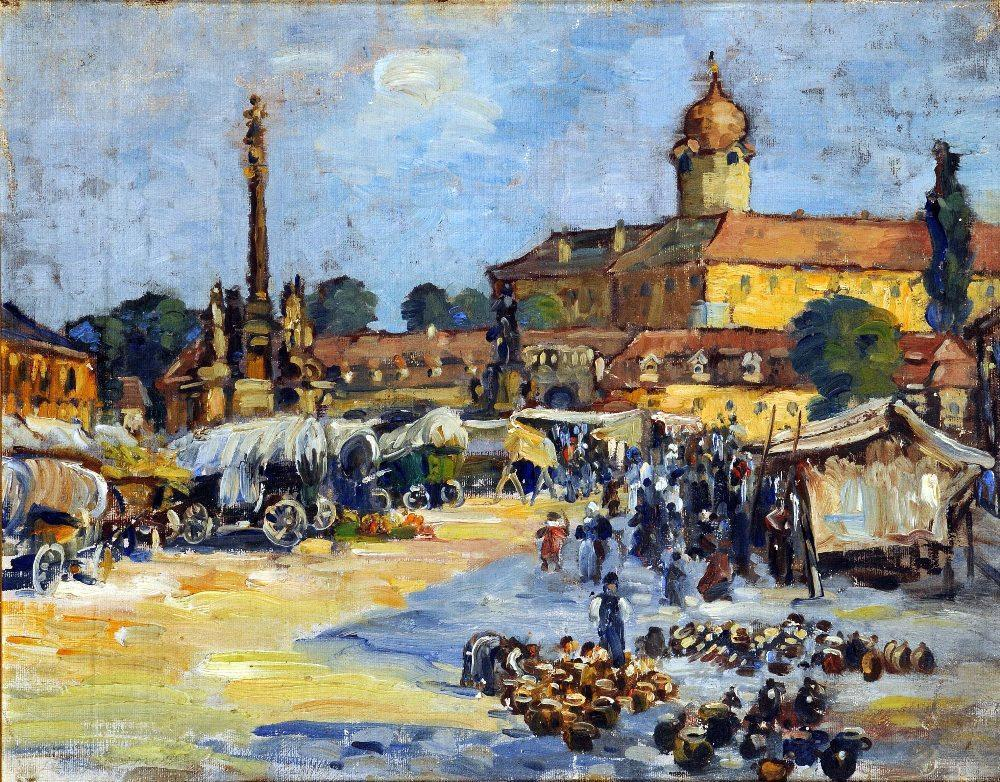
Place du marché avec des personnages
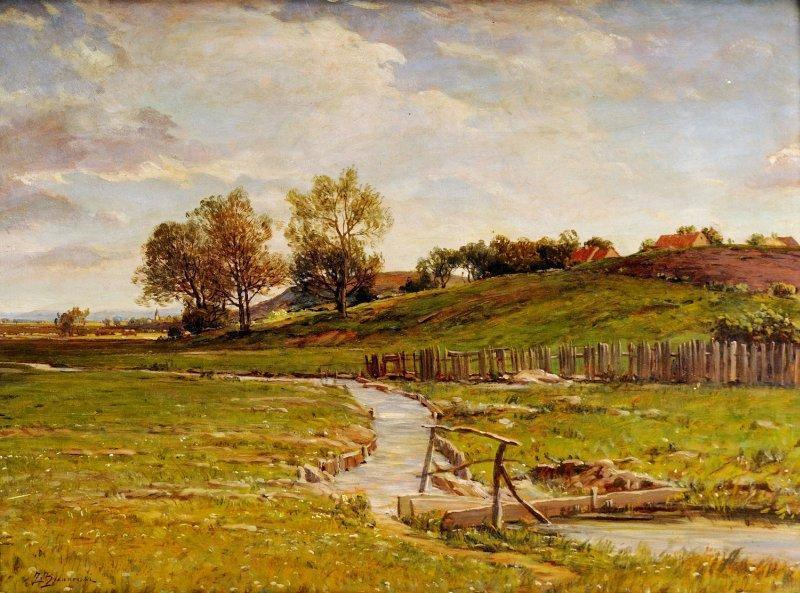
Paysage avec un ruisseau